# サーサナ
サーサナ (サンスクリット: शासन, śāsana; パーリ語: sāsana )は、宗教または非宗教を指すために仏教徒やシヴァ派が使用する用語。それは教え、練習、教義、 "仏陀の教え"を意味するブッダ・サーサナ（その中にはいくつかのものがある）を含む様々な翻訳がある。仏教では神は信じられていないので、言葉は「宗教」という言葉よりも正確であると考えられる。それは、全てを知っている変化のない神の呼び名ではなく、適応可能な哲学と実践を意味している。